# Diospyros ovalis
Diospyros ovalis är en tvåhjärtbladig växtart som beskrevs av William Philip Hiern. Diospyros ovalis ingår i släktet Diospyros och familjen Ebenaceae. Inga underarter finns listade i Catalogue of Life.